# فلاج الشنار
فلاج الشنار، حكم كرة قدم سعودي دولي سابق، من مواليد (10 أكتوبر 1947).
وقد حكم في كأس الخليج 1984، وقد أدار مباراة منتخب الإمارات لكرة القدم ومنتخب العراق لكرة القدم في 15 مارس 1984.
أيضا شارك في تحكيم مونديال كأس العالم 1986 وقدم صورة جميلة للتحكيم العربي والآسيوي.